# ジョン・ウェズリー・デイヴィス
ジョン・ウェズリー・デイヴィス（John Wesley Davis, 1799年4月16日–1859年8月22日）は、アメリカ合衆国の医師であり、政治家（1840年代まで）である。

## 生い立ちと教育
1799年4月16日、ペンシルベニア州ニュー・ホランドで出生。のちに、両親と共にシッペンズパーグへ移った。1921年にボルティモア医科大学を卒業後、1823年にカーライルに移り、医師として開業した。

## 政治経歴

### 州政
デイヴィスは1828年、インディアナ州上院議員選の候補として政治家人生を始めたが、このときは落選した。その代わり、1829年から1831年までインディアナ州立裁判所の裁判官となった。1831年 - 1833年、1841年 - 1843年、1851年 - 1852年、及び1857年に、インディアナ州下院議員に選出された。1832年 - 1833年、1841年 - 1842年、1851年 - 1852年に、インディアナ州下院議長を務めた。

### 国政
第24議会、第26議会、第28議会及び第29議会でインディアナ州選出下院議員を務め、第29議会では下院議長となった。1848年から1850年まで、中国駐在の外交使節を務めた。1852年、民主党全国大会のインディアナ州代表となった。

### 知事
1853年、フランクリン・ピアース大統領によりオレゴン準州知事に指名された。だが、彼の指名はオレゴンの人民には歓迎されず、わずか1年余り後に同職を辞した。

## 死去
デオヴィスは、1859年8月22日、インディアナ州カーライルで死去。カーライルの市立霊園に埋葬された。

## 註
1. 1 2 3 4 5 6 7 8  “The Political Graveyard: Index to Politicians: Davis, J.”.  The Political Graveyard. 2007年10月31日閲覧。
2. 1 2  Biographical Directory of the United States Congress: DAVIS, John Wesley